# أندرياس شمبر
أندرياس شمبر (1856-1901) (بالإنجليزية: Andreas Franz Wilhelm Schimper) كان عالم نباتات وجغرافيًا ألمانيًا وفرنسياً قدم مساهمات كبيرة في مجالات علم الأنسجة والبيئة وجغرافيا النبات. سافر إلى جنوب شرق آسيا ومنطقة البحر الكاريبي كجزء من رحلة استكشافية في أعماق البحار عام 1899. لقد صاغ مصطلحات الغابات الاستوائية المطيرة،والنباتات صلبة الأوراق.

## سيرته
ولد في مدينة ستراسبورغ وهو ابن عالم النبات وعالم الحفريات غيوم فيليب شيمبر (1808-1880)

## جوائز
- عضوية الأكاديمية الألمانية للعلوم - ليوبولدينا

## روابط خارجة
أندرياس شمبر على موقع الموسوعة البريطانية (الإنجليزية)